# Bill Richardson
William Blaine «Bill» Richardson III (Pasadena, 15 de noviembre de 1947-Chatham, Massachusetts, 1 de septiembre de 2023) fue un político, autor y diplomático estadounidense miembro del Partido Demócrata que se desempeñó como gobernador del estado de Nuevo México de 2003 a 2011.
Su trayectoria política incluyó: catorce años en el Congreso de los Estados Unidos como representante de Nuevo México, Embajador de los Estados Unidos ante las Naciones Unidas y Secretario de Energía de los Estados Unidos durante el gobierno del presidente Bill Clinton, en 2004 fue jefe de la Convención Nacional Demócrata de 2004, de 2005 a 2006 fue líder de la Asociación de Gobernadores Demócratas, ayudando a que los demócratas recapturaran la mayoría de los gobernaciones. 
El 3 de diciembre de 2008 fue nombrado Secretario de Comercio de los Estados Unidos por el entrante presidente Barack Obama, pero renunció a ocupar el cargo al estar siendo investigado por presuntos favores a una empresa. Fue además el nombre aspirante a Vicepresidente de los Estados Unidos, pero finalmente Barack Obama eligió a Joe Biden.

## Biografía

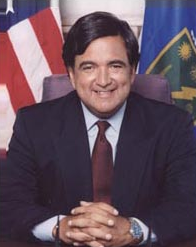
Richardson como secretario de energía.

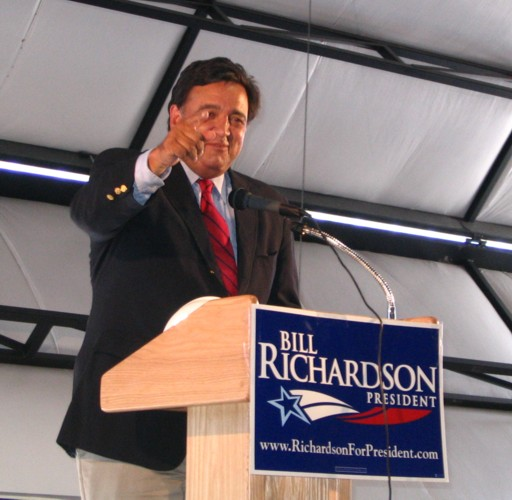
Haciendo campaña como candidato presidencial.

Se crio en la Ciudad de México, donde su padre trabajaba como ejecutivo. Este era natural de esta ciudad, mientras que su madre era mexicana de origen asturiano. A la edad de 13 años fue trasladado al estado de Massachusetts para que asistiera a la escuela secundaria. En preparatoria practicó béisbol, siendo lanzador de buena calidad, siguió jugando en la Universidad Tufts, donde fue considerado por equipos de las ligas mayores, aunque nunca fue elegido para jugar profesionalmente.
En la preparatoria conoció a Bárbara Flavin con quien contrajo matrimonio, y hasta la fecha es su compañera.
En 1978 después de trasladarse a Santa Fe, se postula a la Cámara de Representantes por Nuevo México como demócrata, pero fue derrotado. En 1982 gana el escaño.
Fue representante en el Congreso por un poco más de 14 años; después de su primera elección, nunca tuvo problemas para reelegirse. Como congresista mantuvo su interés en relaciones exteriores. Visitó Nicaragua, Guatemala, Cuba, Perú, India, Corea del Norte, Bangladés, Nigeria y Sudán. 
En 1995, tras duras negociaciones, logró la libertad de un grupo de prisioneros norteamericanos en Irak. También negoció exitosamente con el gobierno comunista de Corea del Norte la liberación de prisioneros norteamericanos en ese país.
En 1997, es designado embajador ante las Naciones Unidas. En 1998, asume como secretario de energía del presidente Bill Clinton, acompañándolo hasta el final del gobierno. En elecciones de 2002, fue elegido gobernador de Nuevo México junto a su compañera de fórmula Diane Denish con el 55.49% de los votos contra el 39.05% del candidato republicano, John Sánchez. Fue reelecto en las elecciones de 2006 con el 68.82% de los votos contra el 31.18% del candidato republicano, John Dendahl. El 22 de enero de 2007, durante una presentación en televisión, anunció su intención de buscar la candidatura del Partido Demócrata a la presidencia de EE. UU., convirtiéndose en el primer aspirante hispano a este cargo. Fue el único gobernador aspirante a la presidencia. Fue el segundo candidato tras Barack Obama, quien resultó ser el primer presidente minoría de los EE. UU.
El 17 de julio de 2020, se reunió con el presidente venezolano, Nicolás Maduro, para tratar de liberar a los presos estadounidenses en ese país logrando la liberación el 30 de julio.
Richardson falleció el 1 de septiembre de 2023, mientras dormía en su casa de verano, en la ciudad de Chatham, Massachussets.

## Ancestros
Los abuelos de Bill Richardson fueron William Blaine Richardson, de Boston y Rosaura Ojeda, de México. William Blaine Richardson era pariente de los Richardson de la República Dominicana, una familia de altos recursos que reinó en la época trujillista donde se podría destacar al Contralmirante de la Marina de Guerra Rafael Benjamin Richardson Lightbourne como pariente del mismo.
William y Rosaura emigraron hacia la ciudad de Matagalpa, Nicaragua, en los años 1890. William era un naturalista que hacía investigaciones para el Instituto Smithsoniano. En Mosquitia descubrió, entre otras cosas, una variedad de oso perezoso gigante. Parte de sus escritos se publicaron en The Boston Globe de Massachusetts.
Los diez hijos de William y Rosaura nacieron en Nicaragua, William Jr. nació en 1891. Rosaura murió al nacer su última hija Margarita en 1905. Entonces llegó de Boston su abuela Vesta y llevó a sus tres nietos más pequeños hacia Boston, incluido William Jr.
William Jr. fue educado en Boston, después se trasladó a México donde fue ejecutivo del Citibank. Allí conoció a María Luisa López-Collada con quien contrajo matrimonio. William viajó con su esposa a Pasadena, California donde nació Bill en 1947, posteriormente su hermana Vesta.